# И Ляньхун
И Ляньхун (кит. 易炼红, род. сентябрь 1959, Ляньюань, Хунань) — китайский государственный и политический деятель, секретарь (глава) парткома КПК провинции Чжецзян с 7 декабря 2022 года.
Ранее глава парткома КПК провинции Цзянси (2021—2022), губернатор этой провинции (2018—2021), секретарь партийных комитетов КПК последовательно в городах Юэян, Чанша и Шэньян. Депутат Всекитайского собрания народных представителей 13-го созыва.
Кандидат в члены ЦК КПК 19-го созыва, член Центрального комитета Компартии Китая 20-го созыва.

## Биография
Родился в сентябре 1959 года в уезде Ляньюань, провинция Хунань.
Трудовую деятельность начал в августе 1976 года подмастерьем в поселении Гуйхуа. После Культурной революции поступил в Хунаньский педагогический университет, по окончании которого в 1982 году получил диплом по специальности «политическая экономика». В июле того же устроился преподавателем в колледж Чжаояна. Несколько лет спустя поступил в магистратуру Педагогического университета Шэньси, окончив её в 1987 году по своей основной специальности. В июне 1985 года вступил в Коммунистическую партию Китая.
После магистратуры направлен по распределению преподавателем экономики в Хунаньскую партийную школу КПК. С 1990 года работал на химическом заводе в Чжучжоу. В январе 1992 года вернулся на работу в Хунаньскую партийную школу КПК, в научно-технический отдел школы. В сентябре 1994 года стал помощником директора, а в сентябре следующего года — заместителем директора партшколы Хунани. В июле 2000 года получил очередное повышение до исполнительного замдиректора школы в ранге муниципального министра. В мае 2004 года начал политическую карьеру с назначения на должность секретаря парткома КПК города Юэян. В ноябре 2011 года стал членом Постоянного комитета парткома КПК провинции Хунань, спустя месяц был назначен заместителем секретаря парткома КПК этой провинции.
В мае 2013 года утверждён в должности главы парткома КПК города Чанша, в июле 2017 года — в аналогичной позиции в городе Шэньян, впервые в карьере получив должность за пределами родной провинции. В мае 2018 года назначен заместителем секретаря парткома КПК провинции Ляонин по совместительству.
Спустя всего два месяца пребывания в должности замглавы КПК Ляонина переведён на такой же пост в провинции Цзянси и в августе того же года назначен губернатором провинции.
18 октября 2021 года утверждён на высшей региональной позиции секретаря (главы) парткома провинции Цзянси. 20 января следующего года дополнительно вступил в должность председателя Собрания народных представителей провинции.
7 декабря 2022 года решением Центрального Комитета Компартии Китая назначен секретарём парткома КПК провинции Чжецзян.